# Toleman TG183
Toleman TG183 — гоночный автомобиль Формулы-1, разработанный командой Toleman в середине сезона 1982 года. Модификация TG183B принимала участие в гонках Чемпионатов мира Формулы-1 сезонов 1983 и 1984 годов.

## История

Toleman TG183 в Гудвуде-2010.

Шасси TG183 под управлением английского гонщика Дерека Уорика, принимало участие в двух заключительных Гран-при сезона 1982 года. Оба раза ему не удалось финишировать в гонке.
К сезону 1983 года была подготовлена модернизированная версия — TG183B.
На TG183B начал свою карьеру в Формуле-1 в 1984 году трёхкратный Чемпион мира Айртон Сенна. Первой гонкой для него стал домашний Гран-при Бразилии 1984. В квалификации он занял 16 место, а в гонке сошёл уже на 8 круге из-за поломки турбины.

## Результаты выступлений в гонках
| Год  | Шасси          | Двигатель     | Шины | Пилоты     | 1    | 2    | 3    | 4    | 5    | 6   | 7    | 8    | 9    | 10   | 11   | 12  | 13  | 14  | 15   | 16   | Место | Очки |
| ---- | -------------- | ------------- | ---- | ---------- | ---- | ---- | ---- | ---- | ---- | --- | ---- | ---- | ---- | ---- | ---- | --- | --- | --- | ---- | ---- | ----- | ---- |
| 1982 | Toleman TG183  | Hart 415T L4T | P    |            | ЮАР  | БРА  | СШЗ  | САН  | БЕЛ  | МОН | ДЕТ  | КАН  | НИД  | ВЕЛ  | ФРА  | ГЕР | АВТ | ШВА | ИТА  | СИЗ  | НКЛ   | 0    |
| 1982 | Toleman TG183  | Hart 415T L4T | P    | Уорик      |      |      |      |      |      |     |      |      |      |      |      |     |     |     | Сход | Сход | НКЛ   | 0    |
| 1983 | Toleman TG183B | Hart 415T L4T | P    |            | БРА  | СШЗ  | ФРА  | САН  | МОН  | БЕЛ | ДЕТ  | КАН  | ВЕЛ  | ГЕР  | АВТ  | НИД | ИТА | ЕВР | ЮАР  |      | 9     | 10   |
| 1983 | Toleman TG183B | Hart 415T L4T | P    | Уорик      | 8    | Сход | Сход | Сход | Сход | 7   | Сход | Сход | Сход | Сход | Сход | 4   | 6   | 5   | 4    |      | 9     | 10   |
| 1983 | Toleman TG183B | Hart 415T L4T | P    | Джакомелли | Сход | Сход | Сход | Сход | НКВ  | 8   | 9    | НКЛ  | Сход | Сход | Сход | 13  | 7   | 6   | Сход |      | 9     | 10   |
| 1984 | Toleman TG183B | Hart 415T L4T | P    |            | БРА  | ЮАР  | БЕЛ  | САН  | ФРА  | МОН | КАН  | ДЕТ  | ДАЛ  | ВЕЛ  | ГЕР  | АВТ | НИД | ИТА | ЕВР  | ПОР  | 7     | 16   |
| 1984 | Toleman TG183B | Hart 415T L4T | P    | Сенна      | Сход | 6    | 6    | НКВ  |      |     |      |      |      |      |      |     |     |     |      |      | 7     | 16   |
| 1984 | Toleman TG183B | Hart 415T L4T | P    | Чекотто    | Сход | Сход | Сход | НКЛ  |      |     |      |      |      |      |      |     |     |     |      |      | 7     | 16   |

| Легенда к таблице |                                                                    |
| --- | ------------------------------------------------------------------ |
| В таблице перечислены результаты всех Гран-при Формулы-1, в которых использовался автомобиль. Строками таблицы являются сезоны, столбцами — этапы чемпионата мира. В каждой клетке указаны сокращённое название этапа и результат, дополнительно обозначенный цветом. Расшифровка обозначений и цветов представлена в нижеследующей таблице. |                                                                    |
| \| Пример \| Описание \| \| ------------ \| ------------------------------------------------------------------ \| \| 1 \| Победитель \| \| 2 \| Второе место \| \| 3 \| Третье место \| \| 5 \| Финишировал, заработав очки \| \| Сход \| Не финишировал, но при этом заработал очки \| \| 12 \| Финишировал, не получив очков \| \| НКЛ \| Финишировал, но не попал в финальную классификацию \| \| 15 \| Участвовал вне зачёта, либо по отдельной классификации \| \| 18 \| Не финишировал, но попал в финальную классификацию \| \| Сход \| Не финишировал \| \| НКВ \| Не прошёл квалификацию \| \| НПКВ \| Не прошёл предквалификацию \| \| ДСК \| Дисквалифицирован \| \| ИСК \| Исключён из протокола соревнований \| \| ТТ \| Заявлен для участия только в тренировках \| \| НС \| Участвовал в квалификации, но не стартовал в гонке \| \| Т \| Травмирован или болен \| \| ОТК \| Отказ от участия \| \| НТР \| Прибыл на соревнования, но на трассу не выезжал \| \| НПР \| Был заявлен в числе участников, но не прибыл к началу соревнований \| \| О \| Соревнования отменены \| \| \| Не участвовал \| \| Поул-позиция \| \| \| Быстрый круг \| \| |                                                                    |
| Пример | Описание                                                           |
| 1 | Победитель                                                         |
| 2 | Второе место                                                       |
| 3 | Третье место                                                       |
| 5 | Финишировал, заработав очки                                        |
| Сход | Не финишировал, но при этом заработал очки                         |
| 12 | Финишировал, не получив очков                                      |
| НКЛ | Финишировал, но не попал в финальную классификацию                 |
| 15 | Участвовал вне зачёта, либо по отдельной классификации             |
| 18 | Не финишировал, но попал в финальную классификацию                 |
| Сход | Не финишировал                                                     |
| НКВ | Не прошёл квалификацию                                             |
| НПКВ | Не прошёл предквалификацию                                         |
| ДСК | Дисквалифицирован                                                  |
| ИСК | Исключён из протокола соревнований                                 |
| ТТ | Заявлен для участия только в тренировках                           |
| НС | Участвовал в квалификации, но не стартовал в гонке                 |
| Т | Травмирован или болен                                              |
| ОТК | Отказ от участия                                                   |
| НТР | Прибыл на соревнования, но на трассу не выезжал                    |
| НПР | Был заявлен в числе участников, но не прибыл к началу соревнований |
| О | Соревнования отменены                                              |
| | Не участвовал                                                      |
| Поул-позиция |                                                                    |
| Быстрый круг |                                                                    |